# Amor vuol sofferenza

Amor vuol sofferenza est une « commedia per musica » en trois actes de Leonardo Leo sur un livret de Gennaro Antonio Federico composé en 1739.

## Contexte
Leonardo Leo écrit la musique de sa comédie en musique en 1739. Elle est cependant créée au Teatro Nuovo de Naples en 1744. Leo travaillait à une révision qui devait s'intituler La finta Frascatana en 1744 lorsqu'il meurt ; la version fut achevée par Matteo Capranica.

## Rôles
L'œuvre a été créée en 1744 au Teatro Nuovo de Naples.
| Role                                                                             | Voix      | Première, 1744     |
| -------------------------------------------------------------------------------- | --------- | ------------------ |
| Fazio, un fou                                                                    | basse     | Gioacchino Corrado |
| Allessandro, jeune romain, amant d'Eugenia et amoureux de Camilla                | contralto | Antonia Colasanti  |
| Camilla, amoureuse de Rodolfo                                                    | soprano   | Maddalena Frizzi   |
| Vastarella, étrangère venu de Portici, amoureuse de Mosca, puis de Fazio         | soprano   | Margherita Pozzi   |
| Eugenia, servante dans la maison de l'oncle d'Alessandro et amante d'Alessandro  | contralto |                    |
| Ridolfo, jeune génois amoureux d'Eugenia puis de Ninetta (déguisement d'Eugenia) | castrat   | Giacomo Ricci      |
| Mosca, vieillard napolitain amoureux de Vastarella                               | basse     | Girolamo Piani     |